# Sami (zespół muzyczny)
SAMI (Spontaniczny Atak Muzycznej Intuicji) – polski zespół pop-rockowy założony w 1997 w Katowicach przez Michała Laksę i Marka Sajnóga.
Zespół zadebiutował na rynku fonograficznym w 2000 albumem studyjnym pt. Sami, który promował singlami: „Lato 2000”, „Stokrotka to ja”, „Jest luz” i „Żółte żaglówki”. W 2001został laureatem Superjedynki za debiut roku na Krajowym Festiwalu Piosenki Polskiej w Opolu.
Przez wszystkie lata skład grupy ulegał licznym zmianom. Niezmiennie od 1997 działa w niej jeden z jej założycieli, Michał Laksa. W pierwszym składzie znalazł się m.in. Piotr Kupicha, późniejszy lider zespołu Feel. Część materiału muzycznego Samych, wypracowanego wspólnie z Kupichą w początkowej fazie działalności zespołu, trafiło zarówno na pierwszy, jak i na drugi album grupy Feel. Jeden z powstałych w wyniku tej kooperacji utworów, „Nasze słowa, nasze dni”, wykorzystany został w kampanii reklamowej Banku Millennium.

## Muzycy

### Obecny skład
- Magdalena Szerner – śpiew
- Kajetan Pinocci[8] – śpiew
- Michał Laksa – gitara basowa[9]
- Sylwester „Gilwa” Kuchta – perkusja
- Michał Wala – gitary i produkcja muzyczna
- Maciej Balcer – gitary
- Piotr Suchecki (w składzie koncertowym) – perkusja
- Jakub Będkowski (w składzie koncertowym) – klawisze

### Byli członkowie
- Piotr Kupicha – gitara, śpiew
- Norbert Śliwka – śpiew
- Anita Maroszek (dawniej Sajnóg) – śpiew
- Marek Sajnóg – gitara
- Andrzej Kowalski – gitara
- Damian Kulej – śpiew
- Marcin Czyżewski – śpiew
- Tomasz Pluta – śpiew
- Łukasz Musiał – śpiew
- Magdalena Konwicka – śpiew
- Halina Wacław – śpiew
- Ireneusz Loth – perkusja
- Adrian Fuchs – perkusja
- Tomasz Kapica – perkusja
- Filip Danielak – perkusja
- Piotr „Cyprian” Radecki – gitara
- Bartosz Bialik – instrumenty klawiszowe
- Remigiusz Idzik – instrumenty klawiszowe

## Historia
Zespół stworzyła grupa przyjaciół z Katowic, którzy od lat grają razem pop-rocka. Za oficjalny debiut formacji uznaje się rok 2000, kiedy to wydała ona utwór „Lato 2000”, który trafił na playlisty rozgłośni radiowych w całej Polsce. Singiel już w pierwszym tygodniu od premiery pojawił się na 1. miejscu listy Airplay Chart, zostając wówczas drugim debiutantem w historii, który od razu trafił na szczyt listy. Jeszcze w 2000 muzycy wydali debiutancki album, zatytułowany po prostu Sami, którego producentem był Paweł Berger, muzyk grający ówcześnie na instrumentach klawiszowych w zespole Dżem. Wydanie albumu poprzedziły premiery teledysków do utworów: „Lato 2000” i „Stokrotka to ja”, a druga z piosenek również trafiła na listę Airplay Chart, zajmując trzecie miejsce. Z pochodzącym z płyty utworem „Żółte żaglówki” w 2001 muzycy wystąpili w konkursie Premier na 38. KFPP w Opolu, gdzie zostali uhonorowani także Superjedynką za Debiut roku. Znaczącym współtwórcą osiągnięć debiutującej wówczas formacji był Radosław Samoszuk, profesjonalny menedżer muzyczny z ramienia pierwszego wydawcy Samych, firmy Box Music.
Na przełomie stycznia i lutego 2002 muzycy nagrali drugi album studyjny pt. Dla reszty świata, który wydali 20 maja. W ramach bonusu umieścili na nim teledyski towarzyszące dwóm pierwszym singlom promującym krążek – „Za mało”, do którego słowa napisał Jacek Skubikowski, oraz „Oto jestem”, z którym zakwalifikowali się do konkursu Premier na 39. KFPP w Opolu. Gościnnie na wydawnictwie Dla reszty świata pojawił się Jan Skrzek, który w utworze „Nie odnajdziesz mnie” zagrał na harmonijce ustnej i zaśpiewał w chórkach. W 2003 popularność uzyskał nadawany w radiu utwór „Moje powietrze”, za którego produkcję odpowiadał Michał Grymuza.
W latach 2003—2005 muzycy zespołu brali udział w próbach i sesjach nagraniowych z udziałem nowych artystów. W tym okresie współpracowali m.in. z Sebastianem Riedlem, z którym nagrali utwór „Po spowiedzi”, umieszczony na albumie pt. Diabli nadali (2012) formacji Cree. W 2005 wydali teledysk do singla „Dystans”, w którym pop-rock połączony został z hip-hopem. W 2008 nagrali singiel „Znaczek”, z którym wystąpili w ramach Sopot Hit Festiwal 2008 oraz w plebiscycie Polski Hit Lata 2008. Tekst do piosenki napisał Dariusz Rzontkowski, polski aktor i scenarzysta, który stworzył dla zespołu również słowa do „Żółtych żaglówek”, „Wolontariusza” czy „Sernika”. Również w 2008 zespół wystąpił na KFPP w Opolu, wykonując podczas koncertu Superjedynki utwór „Lato 2000” wspólnie z Piotrem Kupichą i grupą Feel. W 2009 wydali singiel „Czasami tak”.
15 marca 2010 wydali trzeci album studyjny pt. Ławka, koło, miłość i..., za którego produkcję odpowiadał Jarosław Kidawa. Album promowali singlem „Sernik”, który został wykorzystany w kampanii reklamowej Lotto. Totalizator Sportowy wyprodukował również spot reklamowy z motywem muzycznym pochodzącym z utworu „Lato 2010”, czyli nowej wersji „Lata 2000”. Wydawnictwo promowały ponadto single: „Znaczek”, „Wiem, że to źle” i „W cieniu twarzy”, a jako bonus track na albumie pojawił się numer „Zakręć mnie” w nowej wersji. W lipcu 2010 zespół wziął udział w Festiwalu Piosenki Rosyjskiej w Zielonej Górze, prezentując w konkursie własną wersję utworu „All About Us” z repertuaru t.A.T.u. W listopadzie tego samego roku za dotychczasowy dorobek muzyczny formacja otrzymała Famkę 2010, czyli nagrodę muzyczną Radia FaMa, a także uczciła 10-lecie działalności artystycznej koncertem „Rockowa orkiestra”, który odbył się w Miejskim Domu Kultury Szopienice-Giszowiec w Katowicach.
W 2011 w miejsce Magdaleny Szerner do zespołu powróciła Anita Maroszek. W 2012 Darłowskie Centrum Wolontariatu zorganizowało charytatywny projekt „Sami”, którego efektem był teledysk do piosenki „Wolontariusz” pochodzącej z płyty pt. Dla reszty świata Samych z 2002 Również w 2012 z zespołu odeszli: gitarzysta Piotr Radecki oraz wieloletni wokalista grupy, Norbert Śliwka, którego miejsce zajął Marcin Czyżewski. W 2014  współpracę z grupą zakończył perkusista Adrian Fuchs, z kolei do zespołu dołączyli: wokalista Damian Kulej, gitarzysta Andrzej Kowalski i perkusista Piotr Suchecki. W nowym składzie 1 marca 2015 Sami wydali singiel pt. „No gdzie się podział Rokendroll”. W serwisie YouTube opublikowali humorystyczne wideo do tego numeru. W wakacje 2015 wydali utwór „Koniec lata”. 24 lipca 2016 wystąpili podczas Przebojowego Lata Radia ZET i Polsatu, wykonując utwór „Lato 2000”. 31 grudnia wystąpili podczas Sylwestrowej Mocy Przebojów, koncertu organizowanego przez telewizję Polsat przy katowickim Spodku.
W drugiej połowie 2017 po raz kolejny zmienił się skład zespołu, do którego dołączyli: Łukasz Musiał i Kajetan Balcer. 20 lutego 2018 na antenie Radio Wawa premierowo wybrzmiał singiel „Ten pierwszy raz”. 1 marca tego samego roku Sami wydali do rzeczonego utworu teledysk, którego fabuła oparta była na speed date'ingu, czyli tzw. szybkiej randce. Wideoklip w reżyserii Michała Jagiełły jeszcze przed premierą trafił na antenę ówcześnie najpopularniejszej muzycznej stacji telewizyjnej w Polsce, Eski TV. Piosenka grana była w przeszło 20 rozgłośniach radiowych w kraju i za granicą, w tym m.in. na antenie Radia Eska czy Rozgłośni Regionalnych Polskiego Radia. Na przełomie 2018 i 2019 miejsce Łukasza Musiała zajął Tomasz Pluta, a chwilę później do składu dołączyła Magdalena Sobczak, zostając trzecim wokalem zespołu. Wiosną 2019 w nowym składzie Sami wydali singiel „By na koniec dnia”, do którego powstał teledysk w reżyserii Radosława Beresia. Oprócz standardowego wideo utworowi towarzyszył też wideoklip z pełnym tłumaczeniem piosenki w polskim języku migowym. Tym samym Sami zostali pierwszym zespołem pop-rockowym w Polsce, który w pełni dostosował teledysk do potrzeb osób głuchych i niedosłyszących. W drugiej połowie roku do stałego (twórczego i koncertowego) składu formacji powróciła Magdalena Szerner, która śpiewała na ostatniej płycie Samych. Wokalistka koncertowała też z Samymi na trasie z okazji 10-lecia i wystąpiła na Festiwalu Piosenki Rosyjskiej w Zielonej Górze. Pojawiła się ponadto w teledyskach do popularnych singli, takich jak: „Znaczek”, „Sernik” i „Lato 2010”.
W 2020 Sami mieli świętować 20 lat od debiutu i z tej okazji planowali koncerty z udziałem gości, jednak w związku z pandemią COVID-19 wszystkie plenerowe wydarzenia z udziałem zespołu zostały odwołane. Reprezentacja grupy, na czele z Kajetanem Balcerem (dziś Pinoccim), 23 kwietnia 2020 r. wydała jubileuszowy singiel autorstwa Michała Laksy i Bartosza Bialika – „Taki prosty”. Nagrano do niego wideoklip, który w symboliczny sposób nawiązuje do początków formacji i który jest pierwszym w historii serwisu YouTube teledyskiem fabularnym do polskiej ballady popowej w pełni dostępnym dla osób głuchych i niedosłyszących. Przekładem z języka polskiego na Polski Język Migowy zajęła się Joanna Huczyńska. Za realizację wideo ponownie odpowiadał Radosław Bereś. Tytułową rolę w klipie odegrał Tomasz Kapica, pierwszy perkusista Samych. W czasie pandemii zespół skupiał się głównie na pracy twórczej, a działalność koncertową zmuszony był ograniczyć do występów on-line na własnym kanale w serwisie YouTube.
Na początku 2024, za sprawą singla „Mam dość”, powrócili na rynek fonograficzny. Po raz kolejny zaprezentowali też teledysk w pełni dostosowany do potrzeb osób głuchych i niedosłyszących. Ich nagranie zostało dostrzeżone i docenione na arenie międzynarodowej – zakwalifikowali się z nim do rankingu „100 Artists to Watch 2024” tworzonego przez organizację Impala (Independent Music Companies Association) we współpracy z YouTube'em. To ogromne wyróżnienie, jako że zespół znalazł się wśród zaledwie setki niezależnych artystów z całej Europy. Następnie Sami zaproszeni zostali przez Polskie Radio Katowice do zrealizowania live session. W ramach minikoncertu akustycznego powstała alternatywna odsłona rzeczonej piosenki, która tak spodobała się słuchaczom, że zespół postanowił zaprezentować ją szerszej publiczności, realizując do niej teledysk.
Wiosną 2025 r., z okazji jubileuszu 25-lecia działalności, Sami podarowali (nie tylko) swoim fanom prezent – piosenkę pt. „Każdy mój dzień” napisaną przez pierwszą wokalistkę formacji, Anitę Maroszek. To energetyczny utwór niosący ze sobą powiew lata. Nowy singiel to również hołd dla tego, co jest, podobnie jak Sami, ponadczasowe – miłości. 4.04 o 4.04 po południu do sieci trafił teledysk do rzeczonego utworu. Wideo zrealizowane zostało metodą one-shotową, czyli w formie jednego, nieprzerwanego ujęcia. Zabieg ten stanowić ma metaforę ludzkiej tułaczki. Klip w symboliczny sposób nawiązuje też do największego hitu grupy, czyli „Lata 2000”. Całość przetłumaczona została na polski język migowy, przez co członkowie zespołu po raz kolejny podkreślają znaczenie inkluzywności w kulturze.
25 lat po debiucie zespół Sami tworzą: założyciel formacji, gitarzysta basowy – Michał Laksa, duet wokalny – Magdalena Szerner i Kajetan Pinocci, perkusista – Sylwester „Gilwa” Kuchta (w składzie koncertowym: Piotr Suchecki), gitarzyści – Michał Wala i Maciej Balcer, a także (w składzie koncertowym) pianista – Jakub Będkowski.

## Dyskografia

### Albumy
- Sami (2000)
- Dla reszty świata (2002)
- Ławka, koło, miłość i... (2010)

### Single
- Lato 2000 (2000)
- Stokrotka to ja (2000)
- Jest luz (2000)
- Zakręć mnie (2000)
- Wierzę w nas (2001)
- Żółte żaglówki (2001)
- Za mało (2002)
- Oto jestem (2002)
- Holiłód (2002)
- Oryginalny (2002)
- Moje powietrze (2003)
- Obudź wiosnę (2005)
- Znaczek (2008)
- Czasami tak (2009)
- Sernik (2010)
- W ceniu twarzy (2010)
- Lato 2010 (2010)
- Wiem, że to źle (2011)
- No gdzie się podział Rokendroll (2015)
- Koniec Lata (2015)
- Ten pierwszy raz (2018)
- By na koniec dnia (2019)
- Taki prosty (2020)
- Mam dość (2024)
- Mam dość – Acoustic Live Session (2024)
- Każdy mój dzień (2025)

## Wideografia
- Lato 2000 (2000)
- Stokrotka to ja (2001)
- Żółte żaglówki (2001)
- Za mało (2002)
- Oto jestem (2002)
- Oryginalny (2002)
- Moje powietrze (2003)
- Dystans (2005)
- Holiłód (2007)
- Znaczek (2008)
- Czasami tak (2009)
- Sernik (2010)
- Lato 2010 (2010)
- Wolontariusz (2012)
- No gdzie się podział rokendroll (2015)
- Ten pierwszy raz (2018)
- By na koniec dnia (2019)
- Taki prosty (2020)
- Mam dość (2024)
- Mam dość – Acoustic Live Session (2024)
- Każdy mój dzień (2025)

## Nagrody i wyróżnienia
- 1. miejsce z utworem „Lato 2000” na liście AirPlay Chart, 2000
- 3. miejsce z utworem „Stokrotka to ja” na liście AirPlay Chart, 2000
- Superjedynka za Debiut Roku – XXXVIII KFPP w Opolu, 2001
- 1. miejsce z utworem „Holiłód” na Vena Festivalu w Łodzi, 2002
- 5. miejsce z utworem „Znaczek” na Sopot Hit Festiwalu, 2008
- 5. miejsce za singiel „Znaczek” w plebiscycie Polski Hit Lata 2008 (organizator: Radio Eska i TVP2), 2008
- Famka 2010 za dotychczasowy dorobek muzyczny, 2010
- wysokie miejsca z singlem „Taki prosty” na radiowych listach przebojów (dwukrotnie 1. miejsce w Polskim Radiu Białystok, dwukrotnie 1. miejsce w Radiu Podlasie, 5. miejsce na 40 w Polskim Radiu Olsztyn, 7. miejsce w Radiu FaMa i 11. miejsce w Polskim Radiu Katowice), 2020[83]
- obecność w rankingu „100 Artists to Watch 2024” stworzonym przez organizację Impala we współpracy z YouTube'em, 2024[84]